# Cophotylus iranicus
Cophotylus iranicus är en insektsart som beskrevs av Vitaly Michailovitsh Dirsh 1949. Cophotylus iranicus ingår i släktet Cophotylus och familjen gräshoppor. Inga underarter finns listade i Catalogue of Life.